# 十月村 (克里米亞)

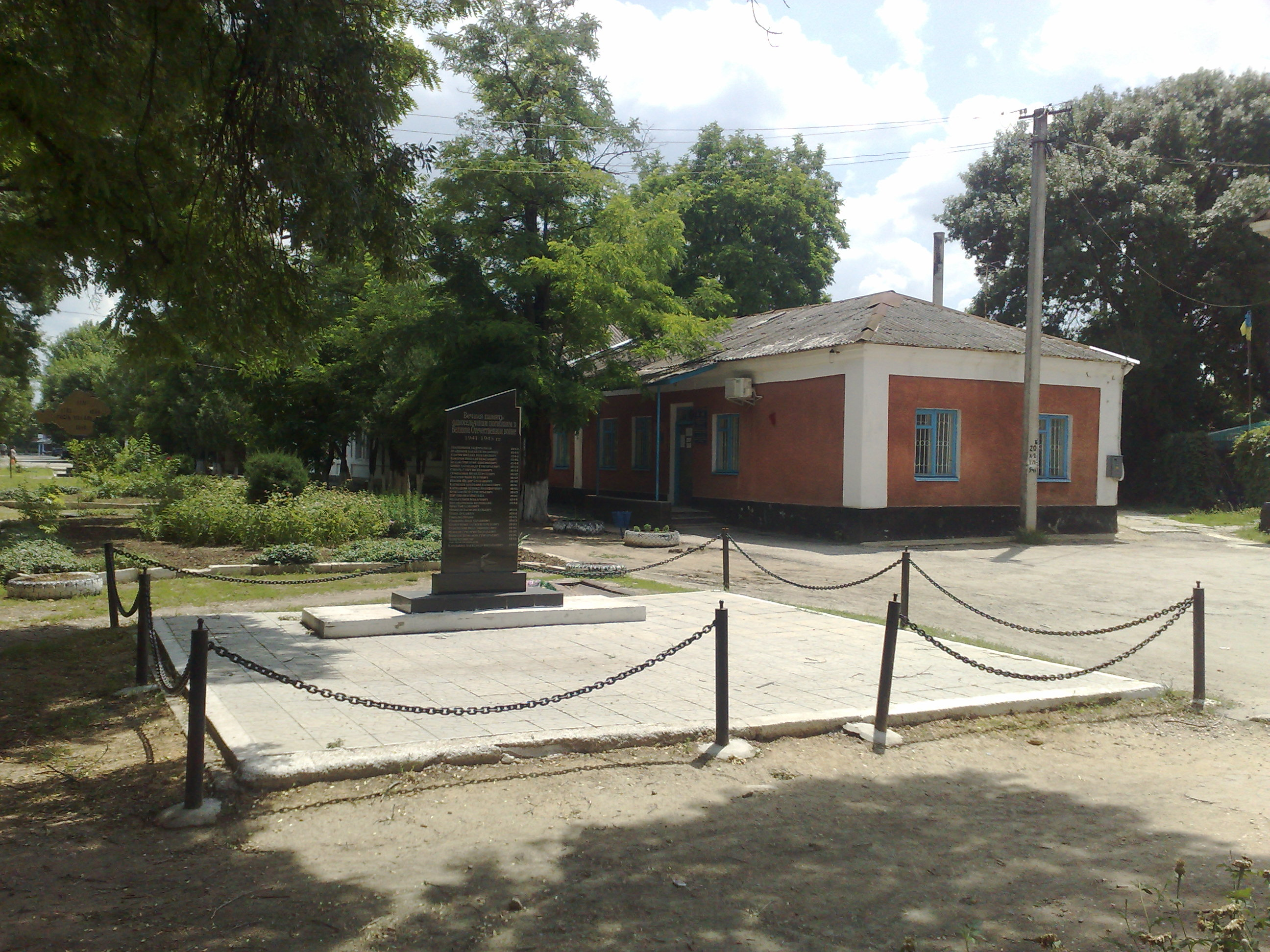

比尤克-翁拉爾（烏克蘭語：Біюк-Онлар），1944-2016年間名為十月村（烏克蘭語：Октябрське），法理上是乌克兰克里米亚自治共和国中部库尔曼区的市级镇，但事实上是俄罗斯克里米亞共和國赤衛軍村區的市级镇。該鎮距離辛菲羅波爾43公里，海拔高度87米，2013年人口為 11,572人。
自俄羅斯於2014年吞併克里米亞，該半島一直受俄烏雙方爭議。
2016年，烏克蘭進行大規模的去共化，因此這鎮也被改名。可是，由於這鎮至今仍未被烏克蘭政府控制，新名未受當地使用。